# Подходи при оценка на недвижими имоти
Извеждането на стойност за обект предмет на оценка е основна цел в процеса на оценяване на недвижими имоти. При извеждането на стойност за недвижим имот, оценителят прилага различни подходи, за да постигне този краен резултат. В рамките на всеки подход се групират по няколко метода за оценка, като всеки от тези методи въпреки специфичните си отлики следва основната концепция и общите принципи на подхода, към който е отнесен.

## Подходи при оценка на недвижими имоти
Три са общоприетите и стандартизирани подхода при оценка на недвижими имоти:
- Пазарен подход /Подход на сравнителните продажби/;
- Приходен подход /още известен като Подход на дохода/;
- Разходен подход /още известен като Подход на активите/.

В рамките на всеки подход се използват различни методи, като те търпят разлики в зависимост от системата на оценяване,
било то англосаксонска, немска или др.

## Методи за оценка към всеки от подходите за оценяване на недвижими имоти

### Пазарен подход /Подход на сравнителните продажби/
- Сравнителен метод /още известен като Метод на пазарните аналози/

### Приходен подход
- Директна капитализация
- Дисконтирани парични потоци /DCF/
- Метод на печалбата

### Разходен подход
- Амортизирана възстановителна стойност /още известен като Метод на вещната стойност/

Резултат от извършването на оценка по даден метод е извеждане на стойност за оценявания имот.